# Vázrendszer

## Típusai

### Egysejtűek
Az egysejtűek sejtjét sejthártya határolja.
A prokariótákra jellemző, hogy az életfeltételek romlásakor a sejt belsejében az örökítőanyag és egy kevés sejtplazma sejtfallal burkolózik be, a sejt többi része pedig elpusztul körülötte.

### Szivacsok
A szivacsok szervetlen váza:
1. Mész
2. Kova
3. Szaru.

### Ízeltlábúak
Az ízeltlábúak külső vázában kitin található.
Rákok esetében kitin és kalcium.

### Puhatestűek
A puhatestűek külső váza mészből áll.

### Gerincesek
A gerincesek törzsébe tartozó élőlények általános jellemzője a porcos és csontos belső váz. A gerinchúrból alakult ki előbb a porcos, majd a csontos belső váz, melynek központi részét a gerincoszlop képezi.

## Szövettana
A csontok felületét – az ízületi felszín kivételével – kötőszövetes csonthártya borítja.
Szerkezetében meghatározóak a kollagén rostok, melyek szövedéke igazodik a terhelési irányokhoz. Erekben, és idegekben gazdag, rajta keresztüllépnek be az erek a csontba.
Szerepe van a csont vastagodásában, és a csontsérülések gyógyulásában. A csont ízületi felszínét 1–2 mm vastag üvegporc borítja.
A csonthártya alatt a csontszövet kétféle állományt alkot.

## Felépítése

### Szervetlen
1. Kalcium
2. PO4
3. D-vitamin

### Szerves
1. Fehérjék (a csont rugalmasságát, és regenerálódóképességét biztosítják)
2. Csontépítő sejtek
3. Csontbontó sejtek.

## Csoportosítás

### Alak szerint

#### Lapos csontok
Itt a szivacsos állomány kitölti a vékony, tömött állományon belüli teret. A vörös csontvelő mindvégig megmarad, és termeli a vérsejteket.
- bordák
- lapocka
- medencecsont
- agykoponya csontjai

#### Köbös csontok
A tér minden irányában hasonló méretűek, alakjuk többnyire szabálytalan. A csont térfogatának jelentős részében szivacsos állomány található, melyet a tömött állomány vékony rétegben vesz körül. A csigolyákban lévő vörös csontvelő végzi a vérsejtterelés nagy részét.
- csigolyák
- térdkalácscsont
- kéztőcsontok
- lábtőcsontok

#### Csöves csont
Végeik vaskosabbak, ízületek képzésében vesznek részt. Belül itt helyezkedik el a szivacsos állomány, üregeit fiatal korban vörös csontvelő tölti ki, mely később nagyrészt sárga csontvelővé alakul. A középső csőszerű szakaszban sárga csontvelő található. A csöves csontok döntő hatással vannak a test hosszirányú növekedésére.
A végtagok hosszúcsontjai: 
- combcsont
- sípcsont
- felkarcsont
- orsócsont
- singcsont

#### Légtartalmú csontok
Belsejükben nagyon finom, lemezes szerkezet található, üregrendszerüket levegő tölti ki. A hangképzés során rezonátorként működnek.
- az arckoponya csontjai.

### Kapcsolat szerint

#### Elmozdíthatatlan
Egymás melletti csontok egymáshoz képest nem mozdíthatók:
1. Porcos összekapcsolódás (pl. szegycsont és a bordák között);
2. Varratos kapcsolódás: az agykoponya két része közötti erős "cikkcakkos" kapcsolódás. Újszülött korban ez még nem található meg, helyette puha, kötőszövetes anyag, a kutacs látja el az agy védelmét.

#### Elmozdítható (ízületes)
A csontok közt ízületek találhatók. Ízületnek a csontok végén található porcokat, a porcok közt lévő ízületi folyadékot (ez akadályozza meg, hogy a csontok egymáshoz érjenek) és az ezeket körülvevő ínszalagokat nevezzük.
Az ízületeket csoportosíthatjuk
1. Tengelyek száma alapján:
  1. Egytengelyű (pl. könyök, térd)
  2. Kéttengelyű (pl. ujjpercek)
  3. Háromtengelyű (pl. vállöv, csípő);
2. Csontok száma alapján:
  1. Egyszerű: két csont
  2. Összetett: több, mint két csont.

## Koponya

### Agykoponya
Az agykoponya feladata az agy védelme. Az agykoponya részei varratosan kapcsolódnak (lásd fentebb).
Részei:
1. Homlokcsont
2. Falcsont (2x)
3. Nyakszirtcsont
4. Öreglyuk (a gerincvelő itt kapcsolódik az agyhoz)
5. Halántékcsont

### Arckoponya
Az arckoponya feladata, hogy az izmoknak tapadási felületet biztosítson.
Részei:
1. Szemöldök csont
2. Könnycsont
3. Járomcsont
4. Orrcsont
5. Szájpadlás csont
6. Állcsúcs
7. Felső állkapocscsont.

## Törzsváz

### Szegycsont
Feladata a tüdő, és a szív védelme, valamint a vérsejtképzés.

### Bordák
Feladatuk a belső szervek védelme, valamint a légzőizmoknak tapadási felület biztosítása.
Az emlősöknek 12 pár bordájuk van.
1. Valódi bordák: 5 pár
2. Álbordák: 5 pár; közös porcíven kapcsolódnak a szegycsonthoz
3. Lengőbordák: 2 pár (az embernél már elcsökevényesedett).

### Csigolyák
Szerepük a gerincvelő védelme (ha ez nincs meg, azt nyitott gerincnek nevezzük, általában halálos születési rendellenesség, mert a gerincvelő nagyon sérülékeny), testtartás biztosítása, vérsejtképzés, valamint az izmoknak tapadási felületet biztosít.
Megoszlásuk:
1. Nyaki csigolyák: 7 db
2. Háti csigolyák: 12 db
3. Ágyéki csigolyák: 5 db
4. Kereszttáji csigolyák (összenőttek, egy keresztcsontot alkotnak): 5 db
5. Farokcsigolyák (embereknél elcsökevényesedett): 3-5 db.

## Végtagok

### Felső végtagok
1. Felkarcsont
2. Könyökízület
3. Orsócsont
4. Singcsont
5. Csuklóízület
6. Kéztőcsont
7. Kézközépcsont
8. Kézujjpercek

### Alsó végtagok
1. Combcsont
2. Térdízület
3. Sípcsont, szárkapocscsont
4. Bokaízület
5. Lábtőcsont
6. Lábközépcsont
7. Lábujjpercek.

## Vázrendszeri betegségek

### Laposláb
Az emberi lábnak két boltozata van. A haránt boltozat a nagylábujj és a kisujj közt húzódik, a talajt egészséges láb esetén csak ez a két pont érinti. E boltozat ellapulása a lúdtalp, mert a láb érintett része (előláb) hasonlóan a lúdak úszóhártyás lábujjaihoz, szétterül. A hosszanti boltozat a saroknál egy ponton, az előlábon a nagylábujj és a kisujj talajt érő bázisai között húzódik, ennek elsimulása a bokasüllyedés, mert ilyen esetben a boka közelebb kerül a talajhoz.
Okai:
1. Kora gyermekkorban a korai állás és járástanítás, túlsúlyossága, a láb és a lábszár izmainak gyengesége, rossz cipők.
2. Felnőttkorban a nagy testsúly, álló munka, terhesség, egészségtelen lábbeli, elhanyagolt izomzat.

Tünetek:
1. Gyermekkorban aktivitás utáni (esti) lábszári izomfájdalom. Felnőttkorban aktivitás közbeni (állás, járás) lábfájdalom.

Kezelése:
1. Izomerősítés, mely kisgyermekkorban még teljes gyógyulást eredményezhet.
2. Sarokék. Gyermekkorban lábtornával kombinálva.
3. Betét (csak tüneti kezelés), célja a fájdalom és a késői másodlagos elváltozások megelőzése.
4. Műtéti kezelés. Életkortól, súlyosságától, panaszoktól függően számos műtéti eljárás ismert a laposláb kezelésére.

### Gerincferdülés (scoliosis)
A gerincen a frontális síkban történő (oldalirányú) görbülete.
Tìpusai:
1. Eredet szerint ismert vagy ismeretlen eredetű.
2. Az érintett gerincszakasz szerint nyaki, háti, ágyéki, vagy kombinált.
3. Iránya szerint jobbra vagy balra könyves, és "S" alakú.
4. Életkor szerint veleszületett vagy serdülőkori.

Kezelési módszerek
A kezelés a típustól függ:
1. Tornakezelés
2. Fűzőviselés
3. Műtét.

### Angolkór (Rachitis)
Angolkórnak a gyermekkori csontelváltozást nevezik.
Az angolkór a nevét onnan kapta, hogy Angliában fedezték fel, amikor elterjedtté vált, hogy a gyerekeknek anyatej helyett tehéntejet adtak.
Oka:
1. D-vitamin hiány miatt a kalcium nem tud beépülni.

Tünetei:
1. Ellágyult csontok
2. Kiugró szegycsont
3. Nagyon gyenge alsó végtagok
4. A porcok és a csontok határának megvastagodása
5. Emésztési zavarok.

Kezelési módjai:
1. D-vitamin injekció
2. Napoztatás (elősegíti a D-vitamin beépülését)
3. Gyógytorna.

### Csontritkulás
Általában ötven év feletti nőknél jellemző betegség. Csontsűrűség méréssel mutatható ki. Ez a vizsgálat 50 év felett férfiaknál, és nőknél egyaránt ajánlott.
Oka:
1. felborult hormonháztartás.

Tünetek:
1. Csontok törékenyek
2. Nehezen regenerálódnak
3. Porcok kopása (ez magasságváltozást okoz, a betegség kezdetétől a halálig általában 5–6 cm-t).

Megelőzése:
1. kalcium bevitel:
  1. Sajt
  2. Joghurt
  3. Mák
  4. Csalán
2. Testmozgás (napi minimum fél óra).

Kezelési módszerek:
1. Kalcium injekció
2. Hormonpótlás.